# THE LIGHTS OF HEROES
「THE LIGHTS OF HEROES」（ザ・ライト・オブ・ヒーロー）は、angelaの18枚目のシングル。2012年1月25日にスターチャイルドから発売された。

## 概要
前作「蒼穹」から約1年ぶりのリリースとなるシングル。表題曲「THE LIGHTS OF HEROES」は、PSP用ソフト『ヒーローズファンタジア』の主題歌に起用された。付属のDVDには「THE LIGHTS OF HEROES」PVに加え、「Shangri-La〔mf〕」のレコーディングやライブ映像、ロケが収録されている。ちなみに制作は2011年6月から行われた。

## 収録曲
（全作詞：atsuko、作曲：atsuko・katsu、編曲：katsu）
1. THE LIGHTS OF HEROES [4:12]
PSP用ソフト『ヒーローズファンタジア』主題歌
歌詞については誰もが理解できるものにしたかったため、なるべく難しい単語をなるべく使わず、第三者の視点で書かれている[2]。
曲調に関しても今までの作品ではファンの期待に応えるため前作以上にテンポが早く激しい歌を書こうと必死になっていたが、今作ではそうした事を考えずストレートで覚えやすいメロディになっている。そのためリズムの取り方や伴奏にちょっとした遊びが用意されている[3]。
2. Shangri-La〔mf〕 [5:58]
舞台『蒼穹のファフナー FACT AND RECOLLECTION』主題歌
タイトル中の〔mf〕はメゾフォルテと、男女を表すmale and femaleを意味しており、曲中でも男女混声のコーラス隊を取り入れている[4]。
3. So sweet memories [4:53]
atsuko曰く「優しげなバラード」。当初は主題歌の「THE LIGHTS OF HEROES」と共に主題歌の候補に挙がっていた[1]。
4. THE LIGHTS OF HEROES（off vocal ver.）
5. Shangri-La［mf］（off vocal ver.）
6. So sweet memories（off vocal ver.）

DVD
1. THE LIGHTS OF HEROES（Music Clip）
2. angelaどうでしょう 〜僕等は目指したマーライオン〜（シンガポールライヴ映像 / atsuko VS KATSU ガチンコ対決 / Shangri-La〔mf〕レコーディング風景）